# Tournoi d'ouverture du championnat du Paraguay de football 2011
Navigation
Tournoi précédent Tournoi suivant
Le tournoi d'ouverture de la saison 2011 du Championnat du Paraguay de football est le premier tournoi semestriel de la cent-unième saison du championnat de première division au Paraguay. La saison est scindée en deux tournois saisonniers qui délivrent chacun un titre de champion. Les douze clubs participants sont réunis au sein d'une poule unique où ils affrontent leurs adversaires deux fois, à domicile et à l'extérieur. Il n’y a ni promotion, ni relégation à l’issue du tournoi.
C'est le Club Nacional qui remporte le tournoi après avoir terminé en tête du classement final, avec cinq points d'avance sur Club Olimpia et huit sur Club Libertad. C'est le huitième titre de champion du Paraguay de l'histoire du club.

## Qualifications continentales
Le vainqueur du tournoi Ouverture est qualifié pour la Copa Libertadores 2012.

## Les clubs participants
| - Club Libertad - Club Nacional - Cerro Porteño - Club Guaraní - Independiente Campo Grande - Promu de División Intermedia - Club Sol de América | - Club Atlético 3 de Febrero - Club Olimpia - Club Sportivo Luqueño - Tacuary FC - General Caballero SC - Promu de División Intermedia - Club Rubio Ñu |

## Compétition
Le barème utilisé pour établir le classement est le suivant :
- Victoire : 3 points
- Match nul : 1 point
- Défaite : 0 point

### Classement
| Rang | Équipe                      | Pts | J  | G  | N  | P  | Bp | Bc | Diff |
| ---- | --------------------------- | --- | -- | -- | -- | -- | -- | -- | ---- |
| 1    | Club Nacional               | 47  | 22 | 14 | 5  | 3  | 34 | 18 | +16  |
| 2    | Club Olimpia                | 42  | 22 | 12 | 6  | 4  | 44 | 22 | +22  |
| 3    | Club LibertadT              | 39  | 22 | 11 | 6  | 5  | 28 | 18 | +10  |
| 4    | Club Guaraní                | 34  | 22 | 9  | 7  | 6  | 23 | 19 | +4   |
| 5    | Club Rubio Ñu               | 31  | 22 | 8  | 7  | 7  | 35 | 34 | +1   |
| 6    | Tacuary FC                  | 30  | 22 | 6  | 12 | 4  | 17 | 14 | +3   |
| 7    | Cerro Porteño               | 24  | 22 | 5  | 9  | 8  | 23 | 29 | -6   |
| 8    | Club Atlético 3 de Febrero  | 23  | 22 | 5  | 8  | 9  | 23 | 31 | -8   |
| 9    | Independiente Campo GrandeP | 22  | 22 | 4  | 10 | 8  | 26 | 29 | -3   |
| 10   | Club Sol de América         | 21  | 22 | 5  | 6  | 11 | 21 | 33 | -12  |
| 11   | Club Sportivo Luqueño       | 20  | 22 | 4  | 8  | 10 | 24 | 36 | -12  |
| 12   | General Caballero SCP       | 18  | 22 | 4  | 6  | 12 | 21 | 36 | -15  |

|  | Qualification pour la Copa Libertadores 2012         |
|  | T : Tenant du titre P : Promu de División Intermedia |

## Bilan de la saison
| Championnat du Paraguay de football 2011 |                          |
| Champion                                 | Club Nacional (8e titre) |
| Qualifications continentales             |                          |
| Copa Libertadores 2012                   | Club Nacional            |
| Promotions et relégations                |                          |
| Promus en Primera División               | Aucun                    |
| Relégués en División Intermedia          | Aucun                    |